# Columellia obovata
Columellia obovata är en tvåhjärtbladig växtart som beskrevs av Hipólito Ruiz López och Pav. Columellia obovata ingår i släktet Columellia och familjen Columelliaceae. Inga underarter finns listade.